# Gothic România
Gothic este o formație de  metal din Petroșani, România. Trupa a fost fondată în anul 1992, de către actualul solist vocal și fost chitarist al formației, Alin Petruț la Lupeni, Hunedoara.

## Istorie

### Prima trupă
În anul 1992, Alin Petruț împreună cu câțiva prieteni, și-au facut o trupa initulată Gothic. Aceasta a început să câștige popularitate dupa 1995, an în care a câștigat primul loc într-un show rock, organizat de Televiziunea Română. În anul 1997 a apărut și primul album al trupei, numit Touch Of Eternity. Acesta a ajuns să fie unul dintre cele mai vândute albume Metal din România anilor 90'. Trupa s-a desființat în anul 1998.

### Belgia
În anul 2000, Alin Petruț a decis să plece în Belgia. Acolo, alături de câțiva muzicieni belgieni, a scos în 2004, albumul In Blood We Trust, album apreciat în Belgia, Franța și Germania. Din cauza unei trupe cu numele Gothic din Franța, aceștia au fost nevoiți sa lanseze albumul sub numele trupei de Innerfire. In 2005 Alin Petruț a fost expulzat din Belgia, ceea ce a dus la reînființarea trupei Gothic în România dar cu o altă componență.

### 2005 - prezent
Dupa reînființarea trupei în 2005, trupa a lansat o compilație numită 12 Years Of True Metal. Anul 2009 îl aduce în trupă pe tânărul chitarist Alin Moise, câștigator al concursului de chitară, Naționala de Rock 2010. în 2012 trupa ajunge în finala Metal Battle Romania, pe care o și câștiga . Astfel și-au asigurat un loc din partea României la Wacken Open Air. În 2013 se lansează primul album de la reînființare incoace, numit Expect The Worst. Anul 2014 îl aduce în trupă pe solistul trupei Invader, Lazăr George, un înnascut rockstar. Ianuarie 2017 a fost un an bun pentru trupă. În primul rând, aceștia au lansat noul album numit Demons, iar în al doilea rând, trupa a participat la un festival exotic, Saarang Festival din India . În 2019, trupa a filmat videoclipul melodiei Catacombs de pe albumul Demons, în Insula Tenerife, Spania . Tot în 2019, a fost cooptat în trupă, toboșarul Yanis Vlad, un tânăr de doar 17 ani cu un mare potențial. Trupa a participat de două ori la Rockstadt Extreme Fest, prima dată în 2013 , iar a doua oară în 2019 .
În august 2021 după o pauză de aproape 2 ani din cauza pandemiei trupa revine în activitate, dar într-o componență nouă. Locul lui Yanis Vlad este preluat de Lukacs Alin Alexandru, un tânăr toboșar de 21 de ani la inceput de cariera, dar cu un talent înnăscut.

## Discografie
- Touch Of Eternity (1 noiembrie 1997)
- Expect The Worst (12 ianuarie 2013)
- Demons (17 ianuarie 2017)
- Underground`` (20 ianuarie 2024)

## Componență
- Alin Petruț - vocal, chitară
- Lukacs Alin Alexandru - baterie
- Bogdan Băncilă - chitară
- Csaba Talpai - chitară bas
- Bogdan David  Bălașa- chitară
- Florian Lysy - clape

## Foști membrii
Chitară
Marius Vodnar, Emil Pesleș, Dudu Alexis, Ioseph Ignat, Alin Moise 
Chitară bas
Adrian Opriș
Tobe
Donath Francisc, Daniel "Klepsy" Neagoe, Dibo Medre, Vlad Golgoțiu, Eldar Ibrahimovic, Alex Gomez, Yanis Vlad
Clape
William, Mihai Mike
Soliști vocali
Dragoș Țigaeriu (Dadu ), Cornel Muntean, George Andrei Lazăr